# Kralingse Bos

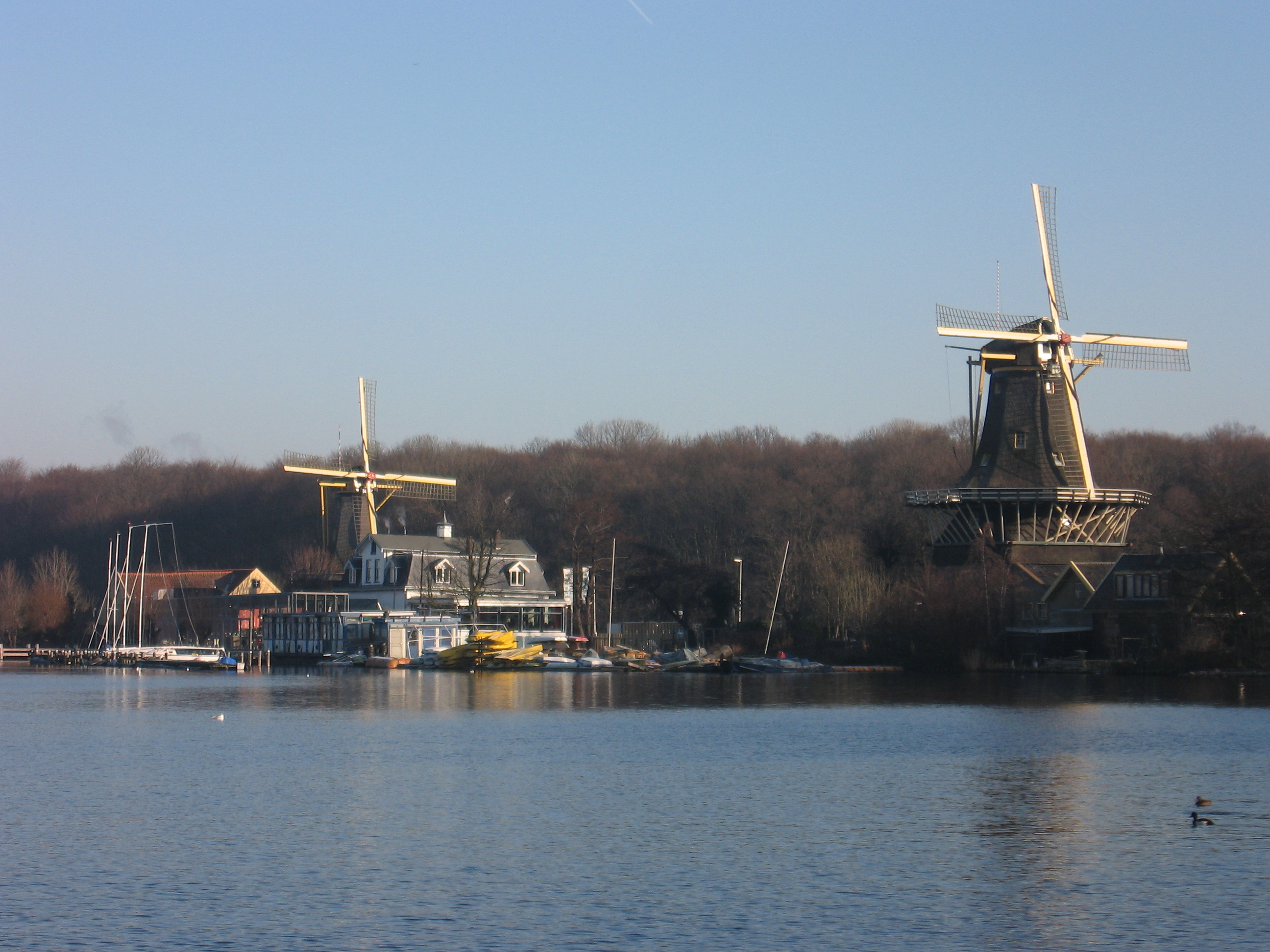
Molens met het oostelijke bos

Het Kralingse Bos is een bos in de gemeente Rotterdam, in de wijk Kralingen.

## Algemeen
Kenmerkend voor het Kralingse Bos is de ligging om de Kralingse Plas. Het gebied is ongeveer 200 hectare groot en wordt begrensd door de Kralingse Plaslaan, de Kralingseweg, de Bosdreef en de Boszoom, het gebied is ook bekend onder de naam Kralingerhout. De helft van de oppervlakte bestaat uit water, de andere helft uit bos en grasland. Langs de plas liggen enkele horecagelegenheden en twee molens. Er is een zeilhaven en rond het Lange Pad bevinden zich atletiekvelden. Het recreatiestrand wordt 's zomers druk bezocht.
In het bos bevinden zich een hertenkamp, meerdere pannenkoekenhuizen, een kinderboerderij, een klimbos, een golfbaan, een trimbaan en een manege. Het Kralingse Bos is sinds 1948 het toneel van het Concours Hippique International Officiel (CHIO).

## Geschiedenis
De directeur Gemeentewerken, G.J. de Jongh, ontwerpt in het begin van de 20e eeuw een plan voor een bos of stadspark langs de Noorderplas, zoals de Kralingse Plas in die tijd wordt genoemd. De oorspronkelijke naam van het park is de Kralinger Hout. In 1911 wordt het plan door de gemeenteraad aangenomen. Men zal de polders ophogen met slib en baggerspecie die men over zal hebben van het graven van de Waalhaven.
Doordat de aanleg van de haven door de Eerste Wereldoorlog vertraging oploopt, duurt het even voordat de plannen van de grond komen. In 1921 maakt de architect Marinus Jan Granpré Molière een nieuw ontwerp. Vanaf 1928 is de grond eindelijk voldoende opgehoogd, en begint men met het planten van speciaal in Noord-Brabant gekweekte eiken. De Rotterdamse schooljeugd wordt hierbij ingezet op speciale boomplantdagen. In de jaren dertig van de 20e eeuw worden er in het kader van de werkverschaffing ook werkelozen ingezet bij de aanleg en beplanting. Een groot deel van deze bomen wordt tijdens de hongerwinter opgestookt in de kachel. Het vele puin, afkomstig uit het centrum van de gebombardeerde stad, wordt gedumpt in de zuidelijke hoek van de Plas. Zo ontstaat een groep kleine eilanden, die ten behoeve van wandelaars worden verbonden met een reeks loopbruggen. In 1953 wordt het Kralingse Bos dan eindelijk officieel geopend.
Het bos verwierf grote bekendheid in de zomer van 1970 vanwege het Holland Pop Festival, het 'Europese antwoord op Woodstock'. Internationale bands die er optraden waren onder meer Pink Floyd, The Byrds, Santana en Focus. In totaal waren er meer dan 100.000 bezoekers. Op de plek waar het festival werd gehouden staat sinds 2013 een herinneringsmonument dat is ontworpen door John Blaak. Via een QR-code op dit monument kunnen mensen naar radio-uitzendingen en beeldmateriaal van het festival luisteren en kijken. Op deze manier is er een blijvend aandenken aan dit legendarische popfestival.
In 2015 werd in het bos een dancefestival gehouden, Boothstock. Dit festival vond de eerste jaren plaats in het Zuiderpark. In 2015 verhuisde het naar het Kralingse Bos om meer bezoekers te trekken.
Sinds 2019 vind jaarlijks in oktober en/of november "De Grote Schijn" plaats in het Kralingse Bos, een wandeling van 2 km waarbij het bos op magische wijze "tot leven komt" met geluids- en lichteffecten.Een gedeelte van het bos is hierdoor in de avond afgezet met hekken en alleen toegankelijk met een gekocht toegangsbewijs.

## Homo-ontmoetingsplaats
In het Kralingse Bos is een gedeelte gemarkeerd als homo-ontmoetingsplaats. Dit gebeurde in 2010 door paaltjes te plaatsen en in 2011, na commotie over de paaltjes, door het afgrenzen van het gebied met boomstammen.